# بادجان أخورة
بادجان أخورة (بالفارسية: بادجان اخوره) هي قرية تقع في قسم برف انبار الريفي (مقاطعة فريدون شهر) في إيران. يقدر عدد سكانها بـ 267 نسمة بحسب إحصاء 2016.